# A-003
A-003 — 13-й старт по программе Аполлон, использовалась ракета-носитель Литл Джо-2, состоялся 19 мая 1965 года.

## Предыстория
Цель полёта A-003 — четвёртого лётного испытания системы аварийного спасения (САС) космического корабля Аполлон — проверка работы САС на высоте, приближающейся к верхнему пределу.
Ракета-носитель отличалась от использованной в полёте A-002 двигательной установкой, на этот раз состоявшей из шести двигателей Алгол. Беспилотный корабль Аполлон для этого пуска состоял из картонных моделей командного и служебного модулей (BP № 22) и САС, подобной той, что использовалась в предыдущем испытании. Схема приземления командного модуля стала ближе к запланированной, а сам он был оснащён сбрасываемым теплозащитным экраном.

## Полет
Полёт начался 19 мая 1965 года в 6:01:04 местного времени (13:01:04 UTC). Через 2,5 секунды после старта ракета стала выходить из-под контроля, ещё до того, как включились двигатели второй очереди. Произошла сильнейшая закрутка ракеты-носителя, система аварийного спасения (САС) оценила ситуацию как «очень серьезную» и сработала на низкой высоте, вместо запланированного высотного испытания. Запустились двигатели САС и развернулось оперение в верхней части её корпуса. Быстрое вращение командного модуля (приблизительно 260 градусов в секунду в момент раскрытия оперения), вызванное неисправностью ракеты-носителя, было частично погашено оперением. Послеполетное моделирование показало, что максимальная скорость вращения, с которой может справиться оперение — 20 градусов в секунду.
Все системы космического корабля отработали удовлетворительно. Теплозащитный экран был сброшен, как и запланировано, но на малой высоте. Картонный макет командного модуля и защитный конус в его верхней части (под фермой САС) оставались неповрежденными до отстрела САС. Часть конуса ненадолго осталась на командном модуле, а другая улетела с корпусом САС. Даже в таких жёстких условиях — командный модуль падал вершиной вперед и вращался — оба тормозных парашюта сработали нормально. Командный модуль был стабилизирован и правильно сориентирован для выпуска основных парашютов.
Из-за взрыва ракеты-носителя на раннем этапе полёта не была достигнута желаемая высота — 36,6 км. Однако, космический корабль показал успешную работу автоматики САС при аварии на низкой высоте — 3,8 км и при быстром вращении (до 335 градусов в секунду) ракеты-носителя. Число Маха, аэродинамический напор и высота во время аварии были подобны условиям полёта Сатурна-1Б или Сатурна-5.

## В настоящее время
Картонная модель командного модуля BP № 22 в настоящее время демонстрируется в Космическом центре имени Джонсона в Хьюстоне, штат Техас.